# 弯管马先蒿弯管亚种
弯管马先蒿弯管亚种（学名：Pedicularis curvituba sp. curvituba）为玄参科马先蒿属下的一个亚种。

## 扩展阅读
- 維基物種上的相關：弯管马先蒿弯管亚种